# Cosmia palliata
Cosmia palliata là một loài bướm đêm trong họ Noctuidae.